# Anthomastus ritteri
Anthomastus ritteri is een zachte koraalsoort uit de familie Alcyoniidae. De koraalsoort komt uit het geslacht Anthomastus. Anthomastus ritteri werd in 1909 voor het eerst wetenschappelijk beschreven door Nutting. 